# Pherendates I.
Pherendates I. (demotisch: Prndd, Prntt, Prntw) war ein achämenidischer Satrap in Ägypten. Er ist vor allem von Briefen bekannt, die sich ganz im Süden Ägyptens auf der Insel Elephantine fanden. Es handelt sich um drei in demotischer Schrift verfasste Briefe zwischen Pherendates und den lokalen Priestern des Gottes Chnum (der ein Heiligtum auf Elephantine hatte). In den Briefen geht es vor allem um die Besetzung von Priesterstellen, die wiederum vom persischen König Dareios I. bestätigt werden mussten. Pherendates wird auch bei Diodor (11, 61, 3) genannt. Dort erfährt man, dass er ein Neffe von Xerxes I. war. Er starb um 465 v. Chr. in der Schlacht am Eurymedon, wo er als General zum Einsatz kam.